# Xã Cass, Quận Guthrie, Iowa
Xã Cass (tiếng Anh: Cass Township) là một xã thuộc quận Guthrie, tiểu bang Iowa, Hoa Kỳ. Năm 2010, dân số của xã này là 2.410 người.